# RZ Leonis Minoris
RZ Leonis Minoris är en dubbelstjärna i den mellersta delen av stjärnbilden Lilla lejonet. Den har en högsta kombinerad skenbar magnitud av ca 14,4 och kräver ett kraftfullt teleskop för att kunna observeras. Baserat på parallax enligt Gaia Data Release 3 på ca 1,51 mas, beräknas den befinna sig på ett avstånd på ca 2 160 ljusår (ca 660 parsek) från solen.

## Egenskaper
RZ Leonis Minoris blev 1981 ett objekt av intresse när V.A. Lipovetsky och J.A. Stepanian visade att den var en variabel stjärna med ett överskott av ultraviolett strålning. Den visar stark variation från magnitud 14,4 ner till 16,8 och energifördelningen vid maximum liknar en OB-stjärna. Systemet har en cyklisk ljuskurva, för vilken J.W. Robertson et al. 1993 fann en stabil period på 19,2 dygn. Objektet skiljer sig från de flesta dvärgnovor genom att visa kortvarig ljusning och blekning.

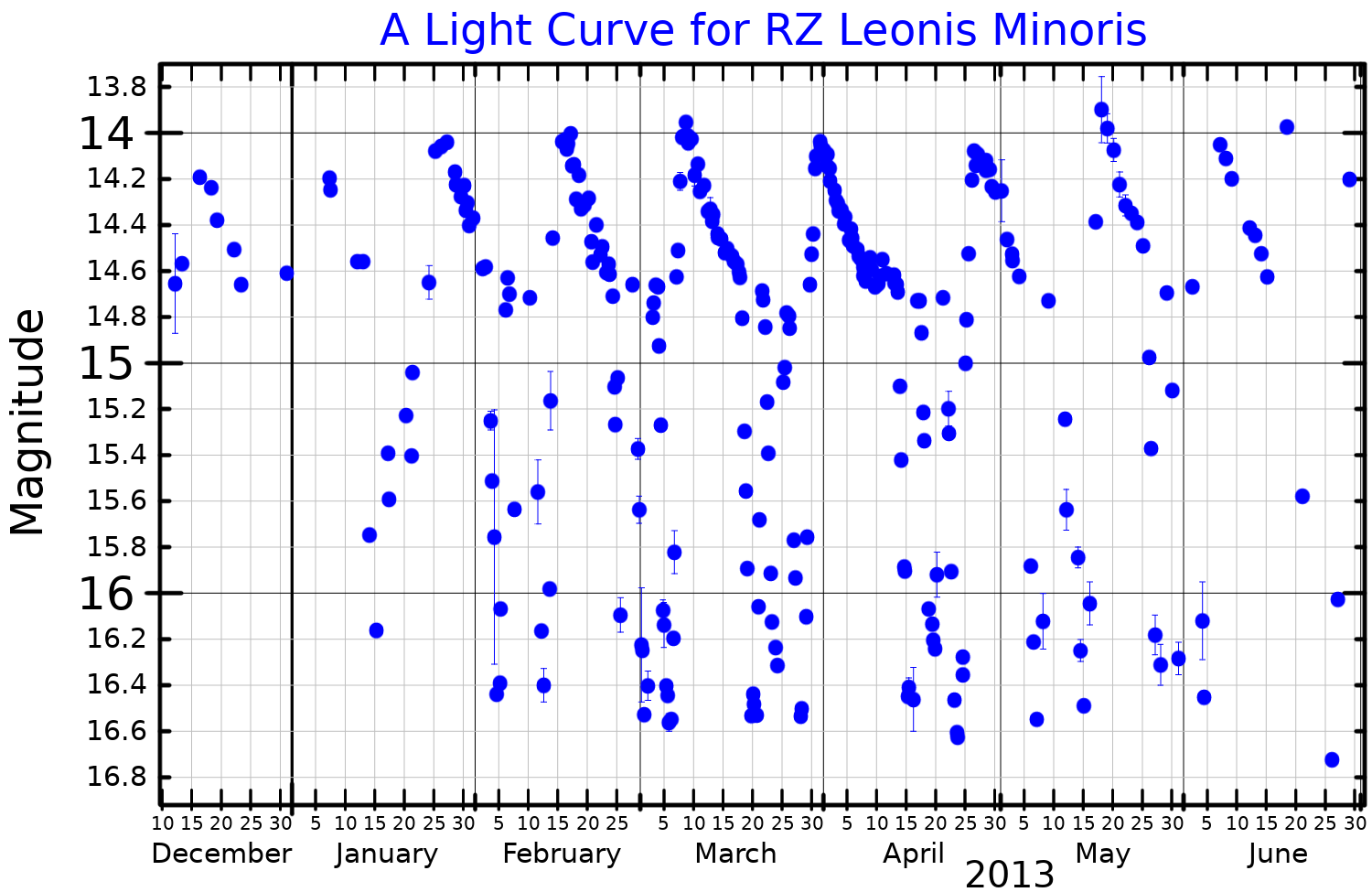
Ljuskurva för RZ Leonis Minoris, anpassad efter Kato et al.

RZ Leonis Minoris är en kataklysmiskt variabel stjärna, som genomgår frekventa utbrott. Dess beteende liknar ER Ursae Majoris och visar superutbrott och supersänkor, vilket tyder på att den är en dvärgnova av SU Ursae Majoris-typ som tillhör underklassen ER Ursae Majoris. Ingen av variationerna kan kopplas till omloppsperioden för dubbelstjärnan och därför är lite känt om de individuella stjärnorna. Den höga aktivitetsnivån för objektet och stabiliteten hos dess 19-dygns supercykeln kan tyda på att det finns en tredje kropp i systemet.